# Fushimi
Imperador Fushimi (伏見天皇, [[[1265]] - 1317] Erro: {{japonês}}: texto da transliteração contém caractere não latino (pos 19) (ajuda)) foi o 92º imperador do Japão, na lista tradicional de sucessão.

## Vida
Antes de sua ascensão ao Trono do Crisântemo seu nome pessoal era Hirohito. Era o segundo filho do Imperador Go-Fukakusa e pertenciam a partir da linhagem Jimyōin-in. Sua mãe foi Tōin Inko.
Hirohito foi nomeado príncipe herdeiro de seu primo, o Imperador Go-Uda da linhagem Daikakuji-in. Manobras políticas arquitetadas por Go-Fukakusa, foram cruciais para essa escolha.
Em 1287, no 13º ano do reinado de Go-Uda, o imperador abdicou; e a sucessão foi recebida por seu primo Hirohito. Ascendendo o Imperador Fushimiao trono. Fushimireinou de 1287 a 1298. Nesta ocasião houve um curto período de harmonia entre as duas linhagens com um acordo de que se alternariam no poder. Por dois anos mais, Go-Fukakusa ainda comandava o reino como Imperador em Clausura terminado esse prazo Fushimi assumiu o controle direto sobre o reino.
Em 1289, Fushimi tornou seu próprio filho (o futuro Imperador Go-Fushimi ) príncipe herdeiro, com isso aumentou o antagonismo com a linha Daikakuji-in. Em 1290, a família de Asawara Tameyori tentou assassinar o Fushimi. Kameyama, foi responsabilizado pelo Incidente, e quase foi confinado em Rokuhara, como ocorrera no Incidente Jōkyu. Apenas um apelo especial permitiu-lhe escapar a esse destino.
Durante o seu reinado, houve um esforço dos nobres para derrotar seu governo, mas o poder do Bakufu, que se aliara a seu governo, estava mais forte. Em 1298, Fushimi abdicou em favor de seu filho e começou seu governo como Imperador em Clausura. Três anos depois, em 1301, a os Daikakuji reuniram suas forças e conseguiram que Go-Fushimi abdicasse.
Em 1308, em cooperação com o Bakufu, ocorreu a entronização de seu quarto filho, que se tornou o Imperador Hanazono, e voltou a ser o Imperador em clausura.
Em 1313 Fushimi fez tonsura e se tornou um monge budista; e o poder para administrar a Corte passou a ser realizado por Go-Fushimi que adotara Hanazono e se tornou o novo Imperador em clausura.
Fushimi morreu em 1317. Ele é tradicionalmente venerado em um memorial no santuário xintoísta em Fushimi (Quioto). A Agência da Casa Imperial designa este local como Mausoléu de Fushimi Inari. E é oficialmente chamado Fukakusa no Kita no misasagi.

## Daijō-kan
- Kanpaku, Nijō Morotada, 1287 - 1289
- Kampaku, Konoe Iemoto, 1289 - 1291
- Kampaku, Kujō Tadanori, 1291 - 1293
- Kampaku, Konoe Iemoto, 1293 - 1296
- Kampaku, Takatsukasa Kanetada, 1296 - 1298
- Daijō Daijin, Horikawa Mototomo, 1289 - 1290
- Daijō Daijin, Saionji Sanekane, 1291 - 1292
- Sadaijin, Nijō Morotada, 1287 - 1288
- Sadaijin, Kujō Tadanori, 1288 - 1292
- Sadaijin, Takatsukasa Kenchū, 1292 - 1297
- Sadaijin, Nijō Kanemoto, 1297 - 1298
- Udaijin, Kujō Tadanori, 1287 - 1288
- Udaijin, Konoe Iemoto, 1288 - 1289
- Udaijin, Takatsukasa Kanetada, 1289 - 1292
- Udaijin, Nijō Kanemoto, 1292 - 1297
- Udaijin, Kujō Moronori, 1297 - 1298
- Naidaijin, Konoe Iemoto, 1287 - 1288
- Naidaijin, Koga Michitomo, 1288
- Naidaijin, Takatsukasa Kenchū, 1288 - 1289
- Naidaijin, Saionji Sanekane, 1289 - 1291
- Naidaijin, Tokudaiji Kimitaka, 1291 - 1292
- Naidaijin, Kujō Moronori, 1292 - 1294
- Naidaijin, Tsuchimikado Sadazane, 1297
- Naidaijin, Kuga Michio, 1297 - 1298